# Liga Nacional de Futsal 2019
Die Liga Nacional de Futsal 2019 war die 24. Spielzeit einer brasilianischen Futsalliga, der Liga Nacional de Futsal.

## Modus
Der Wettbewerb wurde in fünf Phasen ausgetragen, einer Vorrunde sowie Achtel-, Viertel-, Halb- und Finalspiele. In der ersten Runde traten alle Klubs einmal im Ligaverfahren aufeinander. Die 16 besten Klubs zogen in das Achtelfinale ein. Ab diesem folgte der Wettbewerb dem K.-o.-System mit Hin- und Rückspiel. Es kam der Klub weiter, welcher die Treffen mit mindestens einem Sieg für sich entscheiden konnte. Gewannen beide Mannschaften ein Spiel oder gingen beide Unentschieden aus, wurde die Entscheidung zunächst in der Verlängerung gesucht. Endete diese ohne Ergebnis kam die Mannschaft eine Runde weiter, welche in der ersten Runde das bessere Ergebnis auswies. Das Heimspielrecht im Hinspiel lag bei dem Klub, welcher in der ersten Runde schlechter platziert war.

## Teilnehmer
- CER Atlântico
- Associação Carlos Barbosa de Futsal
- AD Brasil Futuro
- Blumenau Futsal
- Cascavel Futsal Clube
- AAC Copagril
- SC Corinthians
- Foz Cataratas Futsal
- ADC Intelli
- AD Jaraguá
- JEC Krona Futsal
- Associação Joaçaba EC
- Marreco Futsal
- Minas Tênis Clube
- Associação Campo Mourão Futsal
- Pato Futsal
- São José Futsal
- AD Futsal Tubaronense
- AE Venâncio Aires

## 1. Runde
| Pl. | Verein                         | Sp. | S  | U | N  | Tore    | Diff. | Punkte |
| --- | ------------------------------ | --- | -- | - | -- | ------- | ----- | ------ |
| 1.  | Carlos Barbosa                 | 18  | 11 | 3 | 4  | 049:320 | +17   | 36     |
| 2.  | SC Corinthians                 | 18  | 11 | 3 | 4  | 048:370 | +11   | 36     |
| 3.  | AD Brasil Futuro               | 19  | 11 | 3 | 5  | 070:430 | +27   | 36     |
| 4.  | AD Futsal Tubaronense          | 18  | 10 | 5 | 3  | 057:420 | +15   | 35     |
| 5.  | Cascavel Futsal Clube          | 18  | 11 | 1 | 6  | 040:370 | +3    | 34     |
| 6.  | Associação Campo Mourão Futsal | 18  | 10 | 4 | 4  | 053:350 | +18   | 34     |
| 7.  | JEC Krona Futsal               | 18  | 9  | 5 | 4  | 051:360 | +15   | 32     |
| 8.  | Pato Futsal (M)                | 18  | 7  | 6 | 5  | 039:390 | ±0    | 27     |
| 9.  | CER Atlântico                  | 18  | 8  | 2 | 8  | 050:510 | −1    | 26     |
| 10. | AE Venâncio Aires              | 18  | 7  | 3 | 8  | 050:480 | +2    | 24     |
| 11. | Foz Cataratas Futsal           | 18  | 7  | 1 | 10 | 043:420 | +1    | 22     |
| 12. | AD Jaraguá                     | 18  | 7  | 1 | 10 | 044:550 | −11   | 22     |
| 13. | Marreco Futsal                 | 18  | 5  | 6 | 7  | 050:600 | −10   | 21     |
| 14. | AAC Copagril                   | 18  | 6  | 2 | 10 | 048:540 | −6    | 20     |
| 15. | ADC Intelli                    | 18  | 5  | 5 | 8  | 042:550 | −13   | 20     |
| 16. | Associação Joaçaba EC          | 18  | 5  | 4 | 9  | 031:450 | −14   | 19     |
| 17. | Minas Tênis Clube              | 18  | 5  | 2 | 11 | 034:450 | −11   | 17     |
| 18. | São José Futsal                | 18  | 3  | 3 | 12 | 031:520 | −21   | 12     |
| 19. | Blumenau Futsal                | 18  | 3  | 2 | 13 | 024:460 | −22   | 11     |

| Zum Saisonende 2018: |                       |
| (M)                  | Meister des Vorjahres |

## Finalrunde

### Turnierplan
|  | Achtelfinale   | Achtelfinale  | Achtelfinale |                |   | Viertelfinale | Viertelfinale | Viertelfinale |  |  | Halbfinale | Halbfinale | Halbfinale |  |  | Finale | Finale | Finale |
|  |                |               |              |                |   |               |               |               |  |  |            |            |            |  |  |        |        |        |
|  | Carlos Barbosa | 2             | 2            |                |   |               |               |               |  |  |            |            |            |  |  |        |        |        |
|  | Joaçaba        | 1             | 1            |                |   |               |               |               |  |  |            |            |            |  |  |        |        |        |
|  | Joaçaba        | 1             | 1            | Carlos Barbosa | 0 | 1 (0)         |               |               |  |  |            |            |            |  |  |        |        |        |
|  |                |               |              | Carlos Barbosa | 0 | 1 (0)         |               |               |  |  |            |            |            |  |  |        |        |        |
|  |                | Pato          | 3            | 0 (1)          |   |               |               |               |  |  |            |            |            |  |  |        |        |        |
|  | Pato           | Pato          | 3            | 0 (1)          | 3 | 3 (4)         |               |               |  |  |            |            |            |  |  |        |        |        |
|  | Pato           |               |              |                | 3 | 3 (4)         |               |               |  |  |            |            |            |  |  |        |        |        |
|  | Atlântico      | 4             | 1 (0)        |                |   |               |               |               |  |  |            |            |            |  |  |        |        |        |
|  | Atlântico      | 4             | 1 (0)        | Pato           | 2 | 2             |               |               |  |  |            |            |            |  |  |        |        |        |
|  |                |               |              |                |   |               |               |               |  |  |            |            |            |  |  |        |        |        |
|  |                | Jaraguá       | 1            | 0              |   |               |               |               |  |  |            |            |            |  |  |        |        |        |
|  | Cascavel       | Jaraguá       | 1            | 0              | 1 | 1 (0)         |               |               |  |  |            |            |            |  |  |        |        |        |
|  | Cascavel       |               |              |                | 1 | 1 (0)         |               |               |  |  |            |            |            |  |  |        |        |        |
|  | Jaraguá        | 4             | 0 (1)        |                |   |               |               |               |  |  |            |            |            |  |  |        |        |        |
|  | Jaraguá        | 4             | 0 (1)        | Jaraguá        | 4 | 1             |               |               |  |  |            |            |            |  |  |        |        |        |
|  |                |               |              | Jaraguá        | 4 | 1             |               |               |  |  |            |            |            |  |  |        |        |        |
|  |                | Tubaronense   | 2            | 1              |   |               |               |               |  |  |            |            |            |  |  |        |        |        |
|  | Tubaronense    | Tubaronense   | 2            | 1              | 3 | 2 (2)         |               |               |  |  |            |            |            |  |  |        |        |        |
|  | Tubaronense    |               |              |                | 3 | 2 (2)         |               |               |  |  |            |            |            |  |  |        |        |        |
|  | Marreco        | 5             | 0 (2)        |                |   |               |               |               |  |  |            |            |            |  |  |        |        |        |
|  | Marreco        | 5             | 0 (2)        | Pato           | 3 | 6             |               |               |  |  |            |            |            |  |  |        |        |        |
|  |                |               |              |                |   |               |               |               |  |  |            |            |            |  |  |        |        |        |
|  |                | Brasil Futuro | 2            | 0              |   |               |               |               |  |  |            |            |            |  |  |        |        |        |
|  | Brasil Futuro  | Brasil Futuro | 2            | 0              | 3 | 6             |               |               |  |  |            |            |            |  |  |        |        |        |
|  | Brasil Futuro  |               |              |                | 3 | 6             |               |               |  |  |            |            |            |  |  |        |        |        |
|  | Copagril       | 3             | 2            |                |   |               |               |               |  |  |            |            |            |  |  |        |        |        |
|  | Copagril       | 3             | 2            | Brasil Futuro  | 2 | 4             |               |               |  |  |            |            |            |  |  |        |        |        |
|  |                |               |              | Brasil Futuro  | 2 | 4             |               |               |  |  |            |            |            |  |  |        |        |        |
|  |                | Mourão        | 2            | 1              |   |               |               |               |  |  |            |            |            |  |  |        |        |        |
|  | Mourão         | Mourão        | 2            | 1              | 2 | 3 (1)         |               |               |  |  |            |            |            |  |  |        |        |        |
|  | Mourão         |               |              |                | 2 | 3 (1)         |               |               |  |  |            |            |            |  |  |        |        |        |
|  | Foz            | 3             | 0 (1)        |                |   |               |               |               |  |  |            |            |            |  |  |        |        |        |
|  | Foz            | 3             | 0 (1)        | Brasil Futuro  | 7 | 2             |               |               |  |  |            |            |            |  |  |        |        |        |
|  |                |               |              |                |   |               |               |               |  |  |            |            |            |  |  |        |        |        |
|  |                | JEC           | 0            | 1              |   |               |               |               |  |  |            |            |            |  |  |        |        |        |
|  | JEC            | JEC           | 0            | 1              | 4 | 4             |               |               |  |  |            |            |            |  |  |        |        |        |
|  | JEC            |               |              |                | 4 | 4             |               |               |  |  |            |            |            |  |  |        |        |        |
|  | Venâncio       | 1             | 3            |                |   |               |               |               |  |  |            |            |            |  |  |        |        |        |
|  | Venâncio       | 1             | 3            | JEC            | 3 | 2             |               |               |  |  |            |            |            |  |  |        |        |        |
|  |                |               |              | JEC            | 3 | 2             |               |               |  |  |            |            |            |  |  |        |        |        |
|  |                | Corinthians   | 1            | 2              |   |               |               |               |  |  |            |            |            |  |  |        |        |        |
|  | Corinthians    | Corinthians   | 1            | 2              | 0 | 4 (0)         |               |               |  |  |            |            |            |  |  |        |        |        |
|  | Corinthians    |               |              |                | 0 | 4 (0)         |               |               |  |  |            |            |            |  |  |        |        |        |
|  | Intelli        | 2             | 2 (0)        |                |   |               |               |               |  |  |            |            |            |  |  |        |        |        |

### Achtelfinale
| Datum   |                      | Ergebnis            |                      |
| ------- | -------------------- | ------------------- | -------------------- |
| 28.9.   | Foz Cataratas Futsal | 3:2 (0:0)           | Campo Mourão         |
| 6.10.   | Campo Mourão         | 3:0 (0:0)           | Foz Cataratas Futsal |
| 6.10.   | Campo Mourão         | 1:1 n. V.           | Foz Cataratas Futsal |
| Gesamt: | Campo Mourão         | 4:4 Pkt. (6:4 Tore) | Foz Cataratas Futsal |

| Datum   |               | Ergebnis             |               |
| ------- | ------------- | -------------------- | ------------- |
| 28.9.   | CER Atlântico | 4:3 (0:0)            | Pato Futsal   |
| 6.10.   | Pato Futsal   | 3:1 (0:0)            | CER Atlântico |
| 6.10.   | Pato Futsal   | 4:0 n. V.            | CER Atlântico |
| Gesamt: | Pato Futsal   | 6:3 Pkt. (10:5 Tore) | CER Atlântico |

| Datum   |                  | Ergebnis            |                  |
| ------- | ---------------- | ------------------- | ---------------- |
| 29.9.   | AAC Copagril     | 3:3 (1:0)           | AD Brasil Futuro |
| 4.10.   | AD Brasil Futuro | 6:2 (3:0)           | AAC Copagril     |
| Gesamt: | AD Brasil Futuro | 4:1 Pkt. (9:5 Tore) | AAC Copagril     |

| Datum   |                       | Ergebnis            |                       |
| ------- | --------------------- | ------------------- | --------------------- |
| 29.9.   | Marreco Futsal        | 5:3 (0:0)           | AD Futsal Tubaronense |
| 5.10.   | AD Futsal Tubaronense | 2:0 (0:0)           | Marreco Futsal        |
| 5.10.   | AD Futsal Tubaronense | 2:2 n. V.           | Marreco Futsal        |
| Gesamt: | AD Futsal Tubaronense | 4:4 Pkt. (7:7 Tore) | Marreco Futsal        |

| Datum   |                   | Ergebnis            |                   |
| ------- | ----------------- | ------------------- | ----------------- |
| 29.9.   | AE Venâncio Aires | 1:4 (0:0)           | JEC Krona Futsal  |
| 5.10.   | JEC Krona Futsal  | 4:3 (0:0)           | AE Venâncio Aires |
| Gesamt: | JEC Krona Futsal  | 6:0 Pkt. (8:4 Tore) | AE Venâncio Aires |

| Datum   |                       | Ergebnis            |                       |
| ------- | --------------------- | ------------------- | --------------------- |
| 29.9.   | AD Jaraguá            | 4:1 (0:0)           | Cascavel Futsal Clube |
| 5.10.   | Cascavel Futsal Clube | 1:1 (0:0)           | AD Jaraguá            |
| Gesamt: | Cascavel Futsal Clube | 4:1 Pkt. (2:5 Tore) | AD Jaraguá            |

| Datum   |                       | Ergebnis            |                       |
| ------- | --------------------- | ------------------- | --------------------- |
| 29.9.   | Associação Joaçaba EC | 1:2 (0:0)           | Carlos Barbosa        |
| 6.10.   | Carlos Barbosa        | 2:1 (0:0)           | Associação Joaçaba EC |
| Gesamt: | Carlos Barbosa        | 6:0 Pkt. (4:2 Tore) | Associação Joaçaba EC |

| Datum   |                | Ergebnis            |                |
| ------- | -------------- | ------------------- | -------------- |
| 30.9.   | ADC Intelli    | 2:0 (0:0)           | SC Corinthians |
| 22.10.  | SC Corinthians | 4:2 (1:1)           | ADC Intelli    |
| 22.10.  | SC Corinthians | 0:0 n. V.           | ADC Intelli    |
| Gesamt: | SC Corinthians | 4:4 Pkt. (4:4 Tore) | ADC Intelli    |

### Viertelfinale
| Datum   |                | Ergebnis            |                |
| ------- | -------------- | ------------------- | -------------- |
| 19.10.  | Pato Futsal    | 3:0 (0:0)           | Carlos Barbosa |
| 10.11.  | Carlos Barbosa | 1:0 (0:0)           | Pato Futsal    |
| 10.11.  | Carlos Barbosa | 0:1 n. V.           | Pato Futsal    |
| Gesamt: | Carlos Barbosa | 3:6 Pkt. (1:4 Tore) | Pato Futsal    |

| Datum   |                  | Ergebnis            |                  |
| ------- | ---------------- | ------------------- | ---------------- |
| 19.01.  | Campo Mourão     | 2:2 (0:0)           | AD Brasil Futuro |
| 9.11.   | AD Brasil Futuro | 4:1 (1:1)           | Campo Mourão     |
| Gesamt: | AD Brasil Futuro | 4:1 Pkt. (6:3 Tore) | Campo Mourão     |

| Datum   |                  | Ergebnis            |                  |
| ------- | ---------------- | ------------------- | ---------------- |
| 20.10.  | JEC Krona Futsal | 3:1 (0:0)           | SC Corinthians   |
| 10.11.  | SC Corinthians   | 2:2 (1:0)           | JEC Krona Futsal |
| Gesamt: | SC Corinthians   | 1:4 Pkt. (3:5 Tore) | JEC Krona Futsal |

| Datum   |                       | Ergebnis            |                       |
| ------- | --------------------- | ------------------- | --------------------- |
| 22.10.  | AD Jaraguá            | 4:2 (0:0)           | AD Futsal Tubaronense |
| 10.11.  | AD Futsal Tubaronense | 1:1 (0:0)           | AD Jaraguá            |
| Gesamt: | AD Futsal Tubaronense | 1:4 Pkt. (3:5 Tore) | AD Jaraguá            |

### Halbfinale
| Datum   |             | Ergebnis            |             |
| ------- | ----------- | ------------------- | ----------- |
| 16.11.  | AD Jaraguá  | 1:2 (0:0)           | Pato Futsal |
| 23.11.  | Pato Futsal | 2:0 (0:0)           | AD Jaraguá  |
| Gesamt: | Pato Futsal | 6:0 Pkt. (4:1 Tore) | AD Jaraguá  |

| Datum   |                  | Ergebnis            |                  |
| ------- | ---------------- | ------------------- | ---------------- |
| 17.11.  | JEC Krona Futsal | 0:7 (0:4)           | AD Brasil Futuro |
| 24.11.  | AD Brasil Futuro | 2:1 (1:0)           | JEC Krona Futsal |
| Gesamt: | AD Brasil Futuro | 6:0 Pkt. (9:1 Tore) | JEC Krona Futsal |

### Finale
| Datum   |                  | Ergebnis            |                  |
| ------- | ---------------- | ------------------- | ---------------- |
| 1.12.   | Pato Futsal      | 3:2 (2:0)           | AD Brasil Futuro |
| 8.12.   | AD Brasil Futuro | 0:6 (0:4)           | Pato Futsal      |
| Gesamt: | AD Brasil Futuro | 0:6 Pkt. (2:9 Tore) | Pato Futsal      |